# Сын Жана
Сын Жана (фр. Le Fils de Jean) — французско-канадская кинодрама 2016 года, поставленный режиссёром Филиппом Лера по мотивам книги «Если бы эта книга могла меня приблизить к тебе» французского писателя Жана-Поля Дюбуа.

## Сюжет
Матье тридцать три года, но он до сих пор не знает, кто его отец. Однажды утром, когда он находится в своей парижской квартире, ему звонят из Квебека и сообщают, что его отец только что умер. Узнав также, что  у него есть два брата, Матье решает поехать на похороны, чтобы встретиться с ними. В Монреале никто на знает о его существовании, и никто в этом не заинтересован. Матье понимает, что находится на вражеской территории.

## В ролях
| Актёр             | Роль          |
| ----------------- | ------------- |
| Пьер Деладоншам   | Матье Капелье |
| Габриель Аркан    | Пьер Лесаж    |
| Катрин де Леан    | Беттина       |
| Мари-Тереза Форта | Анжи          |
| Пьер-Ив Кардинал  | Бен           |